# Élections régionales de 1998 en Provence-Alpes-Côte d'Azur
Pour un article plus général, voir Élections régionales françaises de 1998.
Les élections régionales ont lieu en Provence-Alpes-Côte d'Azur le 15 mars 1998 pour renouveler les 123 sièges du conseil régional.
Le président sortant, Jean-Claude Gaudin (UDF), ne se représente pas. Les listes de la gauche plurielle du socialiste Michel Vauzelle arrivent en tête, sans obtenir de majorité, alors que les listes de François Léotard (UDF-RPR) et Jean-Marie Le Pen (Front national) font jeu égal.
Contrairement à ce qui se passe dans d'autres régions et à la pratique de Jean-Claude Gaudin jusqu'alors, François Léotard refuse de s'allier au Front national pour remporter la présidence. Le lundi 23 mars 1998, Michel Vauzelle est élu président du conseil régional.

## Contexte
L'UDF Jean-Claude Gaudin qui préside la région depuis 1986 avec l'appui du RPR et du Front national, a été élu maire de Marseille en 1995 et ne se représente pas aux régionales. Pour lui succéder, la droite présente François Léotard, président national de l'UDF.
À gauche, Michel Vauzelle, maire socialiste d'Arles, conduit une liste de gauche plurielle alliant notamment les communistes et les Verts. Il affronte cependant une dissidence dans les Bouches-du-Rhône où le président du conseil général Lucien Weygand présente une liste « Priorité Provence ».
Jean-Marie Le Pen est le chef de file du Front national.

## Résultats

### Résultats régionaux
|                | PS-PRG-PCF-Verts-MDC | 497 517        | 30,51     | 45     | 39,84 |  |  |  |
|                | FN                   | 432 514        | 26,52     | 37     | 30,08 |  |  |  |
|                | UDF-RPR-MPF *        | 423 621        | 25,97     | 37     | 30,08 |  |  |  |
|                | PS diss.             | 70 542         | 4,33      | 4      | 3,25  |  |  |  |
|                | GE-MEI               | 35 386         | 2,17      |        |       |  |  |  |
|                | LO                   | 29 308         | 1,80      |        |       |  |  |  |
|                | RPR-UDF              | 23 993         | 1,47      |        |       |  |  |  |
|                | Verts                | 22 539         | 1,38      |        |       |  |  |  |
|                | CPNT                 | 20 677         | 1,27      |        |       |  |  |  |
|                | DVD                  | 20 150         | 1,24      |        |       |  |  |  |
|                | Féministes           | 14 087         | 0,86      |        |       |  |  |  |
|                | ECO                  | 12 177         | 0,75      |        |       |  |  |  |
|                | DIV                  | 9 924          | 0,61      |        |       |  |  |  |
|                | REG                  | 7 733          | 0,47      |        |       |  |  |  |
|                | ECO                  | 4 996          | 0,31      |        |       |  |  |  |
|                | DIV                  | 4 351          | 0,27      |        |       |  |  |  |
|                | DIV                  | 1 396          | 0,09      |        |       |  |  |  |
|                |                      |                |           |        |       |  |  |  |
| Inscrits       | Inscrits             | Inscrits       | 2 939 819 | 100,00 |       |  |  |  |
| Abstentions    | Abstentions          | Abstentions    | 1 240 858 | 42,21  |       |  |  |  |
| Votants        | Votants              | Votants        | 1 698 961 | 57,79  |       |  |  |  |
| Blancs et nuls | Blancs et nuls       | Blancs et nuls | 68 050    | 4,01   |       |  |  |  |
| Exprimés       | Exprimés             | Exprimés       | 1 630 911 | 95,99  |       |  |  |  |

## Élection du président
Les résultats, qui placent la gauche en tête mais sans majorité, aboutissent à une situation tendue au moment de l'élection du président du conseil régional. François Léotard, dont les listes disposent du même nombre de sièges que le Front national déclare que le FN est une « formation néo-fasciste, qui pratique la haine et le racisme, l'antisémitisme et l'exaltation d'un passé qui n'a jamais existé ». Cette position est critiquée, notamment par Christian Estrosi, qui menait la liste de droite dans les Alpes-Maritimes, favorable à la reconduction de l'alliance existante depuis 1986 entre la droite avec le parti de Jean-Marie Le Pen.
La séance d'élection du président a lieu le vendredi 20 mars 1998, sous la présidence du doyen d'âge, l'élu FN Pierre Tinseaux. Lors des deux premiers tours de scrutin, aucun candidat n'obtient la majorité absolue nécessaire à l'élection. Christian Estrosi propose alors le report du vote, ce que lui accorde le président de séance. Estrosi souhaite profiter du week-end pour négocier un accord entre la droite et le FN qui empêche la gauche de remporter la présidence.
Toutefois, aucun accord n'est trouvé. Jean-Claude Gaudin, pourtant allié au FN en 1986 et 1992, repousse tout accord alors que François Léotard exclut de l'UDF les présidents de région élus avec les voix du FN.
Le lundi 23 mars 1998, au troisième tour, Michel Vauzelle est finalement élu avec une majorité relative.
| Candidat | Candidat          | Premier tour 20 mars | Second tour 20 mars | Troisième tour 23 mars |
| -------- | ----------------- | -------------------- | ------------------- | ---------------------- |
|          | Michel Vauzelle   | 49                   | 49                  | 49                     |
|          | Jean-Marie Le Pen | 37                   | 37                  | 37                     |
|          | François Léotard  | 37                   | 37                  | 19                     |
|          | Gilbert Stellardo | —                    | —                   | 9                      |